# 아메바
아메바(Amoeba)는 위족(僞足)으로 움직이는 원생동물의 일종이며, 단세포 생물 중 대표적으로 잘 알려져 있다. ‘아메바’라는 이름은 다방면에서 사용되는데, 아메바문(Amoebozoa)에 속하는 생물의 총칭, 또는 위족을 쓰는 모든 원생생물들에 쓰기도 한다.
담수나 바닷물, 습지의 흙 속 등에 많이 살고 유사분열을 한다. 다른 세균이나 미생물을 잡아먹는데, 위족으로 감싸서 소화시킨다. 몸이 투명하며, 용액상태의 액체영양물을 흡수하기도 한다.

## 특징

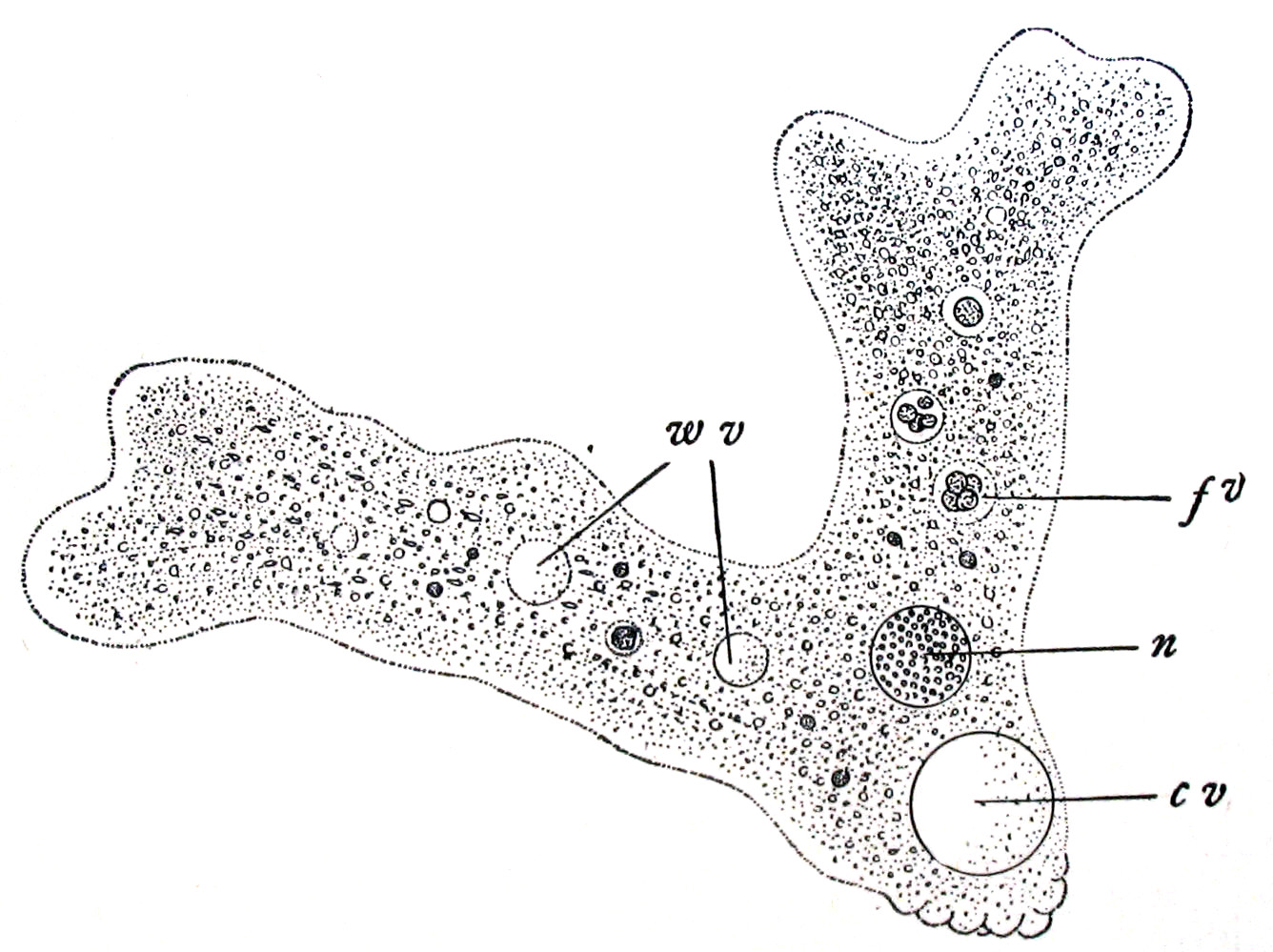
Amoeba Proteus
n: 핵, w.v.: 수포, c.v.: 수축포, f.v.: 식포

지름이 약 0.25~2.5mm로서 물 속이나 축축한 흙에서 사는 종류도 있고, 동물과 사람의 몸 속에서 사는 종류도 있다. 몸 전체가 하나의 세포로 이루어져 있는데, 이 세포는 형태가 일정하지 않은 원형질 덩어리이다. 탄력 있는 얇은 막이 원형질을 둘러싸고 있으며, 이 막을 통해 물과 공기가 드나든다.
민물에 사는 아메바는 몸 속에 들어오는 물의 양을 억제하지 않으면 세포가 터지게 되므로 '수축포'에서 여분의 물을 모아 세포막을 통해 내보낸다. 아메바는 살아 있는 작은 생물과 죽어서 썩어가는 입자를 먹는다. 이들은 위족으로 먹이 입자를 천천히 감싼 후 삼켜 먹이가 세포 안으로 들어가게 한다. 먹이가 들어 있는 세포 부분을 '식포'라고 하는데, 식포는 먹이가 소화될 때까지 원형질 안에서 떠다닌다. 그리고 소화되지 않은 먹이는 모두 세포 밖으로 내보낸다. 
아메바는 움직이기 위해 몸의 모양을 변화시키는데, 원형질이 탄력 있는 막을 밀어내어 손가락 모양으로 위족을 만들면, 모든 원형질이 그 속으로 흘러들어간다. 아메바는 이렇게 한 걸음씩 옮길 때마다 또 다른 위족을 만들어야 한다. 아메바는 일정한 크기에 이르면 둘로 나뉘는 이분법으로 증식한다. 먼저 핵이 나뉘고, 다음으로 나머지 부분이 갈라진다. 이러한 분열로 생긴 딸세포 두 개는 각각 새로운 개체가 되어 생활한다. 꽃처럼 작은 부채꼴, 공작새 느낌등 여러 가지 형체를 볼 수 있다.

## 하위 종
- Amoeba agilis Kirk, 1907
- Amoeba gorgonia Pen.
- Amoeba limicola Rhumb.
- Amoeba proteus Pal.
- Amoeba vespertilio Pen.